# Ebenezer Prout
Ebenezer Prout (Oundle, Northamptonshire, 1 de març de 1835 - Londres, 5 de desembre de 1909) fou un compositor, teòric i escriptor musical anglès. Des d'infant s'apassionà per la música, però davant l'oposició dels seus pares hagué d'estudiar la carrera literària, i només quan fou major d'edat va poder dedicar-se exclusivament a la música. Després d'ésser durant un cert temps deixeble de Alan Gray, desenvolupà places secundàries d'organista, entre elles la de la Union Chapel, d'Islington. De 1861 a1865 fou professor de piano de l'Escola d'Art del Crystal Palace, i el 1876 se'l nomenà professor d'harmonia i de composició musical de l'Escola Nacional per a l'ensenyança de la música i després de la Royal Academy of Music, on entre altres alumnes tingué en Norman Wilks, Reginald Steggall, Howard Orsmond Anderton, John Blackwood Mac Ewen, Alicia Adelaida Needham, Dora Bright i Myles Byrket Foster. A més, fou professor de piano de l'Escola Guildhall, director de la Societat Coral de Hackney (1876 a 1890) i, per a fi, professor de música de la Universitat de Dublín (1894), càrrec en el qual el succeí el 1920 Percy Buck.

## Obra
Prout és cèlebre principalment com a tractadista, per les obres següents:
- Tractat d'instrumentació (1880), (3a ed. 1904)
- Harmony (1889)
- Counterpoint (1891),
- Double counterpoint and canon, (1891),
- Fugue (1891),
- Fugal Analysis (1892),
- Form (1893),
- Applied Forms (1894),
- The Orchestra (1898-99, traducció alemanya, 1905-1906).

Com a compositor es donà a conèixer per dos quartets, premista ambdós per la Society of British musicians (1862 i 1865),
A banda compongué un quintet, dos quartets per a instruments d'arc i piano, un quartet per a instruments d'arc, una sonata, per a clarinet, una sonata, per a orgue, The red cross knights, cantata dramàtica (Londres, 1888), Damon and Phintias, cantata dramàtica, Salm 126 (per a solos, cor i orquestra), The song of Judith (baríton i orquestra), Freedom, baríton i orquestra. Queen Aimée (per a veus de dona), un magníficat, un servei diví, una antífona, quatre simfonies, obertures, entre d'altres.
Dirigí de 1871 a 1874 la Monthly Musical Record, i publicà diferents treballs biogràfics o crítics, com Mozart (1903) i Some notes on Bach's church cantatas (1907). fou un gran difusor de la música wagneriana arreu d'Anglaterra.